# Cselgáncs az 1992. évi nyári olimpiai játékokon
Az 1992. évi nyári olimpiai játékokon első alkalommal már nők is küzdöttek a tatamin, hét férfi és hét női súlycsoportban mérkőztek cselgáncsban.

## Eseménynaptár
| júl./aug. | 27     | 28    | 29    | 30    | 31    | 1     | 2     |
| --------- | ------ | ----- | ----- | ----- | ----- | ----- | ----- |
| Férfi     | +95 kg | 95 kg | 86 kg | 78 kg | 71 kg | 65 kg | 60 kg |
| Női       | +72 kg | 72 kg | 66 kg | 61 kg | 56 kg | 52 kg | 48 kg |

## Összesített éremtáblázat
(A táblázatokban Magyarország és a rendező ország sportolói eltérő háttérszínnel, az egyes számoszlopok legmagasabb értéke, vagy értékei vastagítással kiemelve.)
| Az 1992. évi nyári olimpiai játékok éremtáblázata cselgáncsban | Az 1992. évi nyári olimpiai játékok éremtáblázata cselgáncsban | Az 1992. évi nyári olimpiai játékok éremtáblázata cselgáncsban | Az 1992. évi nyári olimpiai játékok éremtáblázata cselgáncsban | Az 1992. évi nyári olimpiai játékok éremtáblázata cselgáncsban | Olimpia  |
| -------------------------------------------------------------- | -------------------------------------------------------------- | -------------------------------------------------------------- | -------------------------------------------------------------- | -------------------------------------------------------------- | -------- |
|                                                                | Ország                                                         | Arany                                                          | Ezüst                                                          | Bronz                                                          | Összesen |
| 1.                                                             | Japán (JPN)                                                    | 2                                                              | 4                                                              | 4                                                              | 10       |
| 2.                                                             | Franciaország (FRA)                                            | 2                                                              | 1                                                              | 4                                                              | 7        |
| 3.                                                             | Egyesített Csapat (EUN)                                        | 2                                                              | 0                                                              | 2                                                              | 4        |
| 4.                                                             | Spanyolország (ESP)                                            | 2                                                              | 0                                                              | 0                                                              | 2        |
| 5.                                                             | Magyarország (HUN)                                             | 1                                                              | 2                                                              | 1                                                              | 4        |
| 6.                                                             | Kuba (CUB)                                                     | 1                                                              | 1                                                              | 3                                                              | 5        |
| 7.                                                             | Dél-Korea (KOR)                                                | 1                                                              | 1                                                              | 2                                                              | 4        |
| 8.                                                             | Kína (CHN)                                                     | 1                                                              | 0                                                              | 2                                                              | 3        |
| 9.                                                             | Brazília (BRA)                                                 | 1                                                              | 0                                                              | 0                                                              | 1        |
| 9.                                                             | Lengyelország (POL)                                            | 1                                                              | 0                                                              | 0                                                              | 1        |
|                                                                |                                                                |                                                                |                                                                |                                                                |          |
| 11.                                                            | Nagy-Britannia (GBR)                                           | 0                                                              | 2                                                              | 2                                                              | 4        |
| 12.                                                            | Izrael (ISR)                                                   | 0                                                              | 1                                                              | 1                                                              | 2        |
| 13.                                                            | Olaszország (ITA)                                              | 0                                                              | 1                                                              | 0                                                              | 1        |
| 13.                                                            | Egyesült Államok (USA)                                         | 0                                                              | 1                                                              | 0                                                              | 1        |
|                                                                |                                                                |                                                                |                                                                |                                                                |          |
| 15.                                                            | Németország (GER)                                              | 0                                                              | 0                                                              | 2                                                              | 2        |
| 15.                                                            | Hollandia (NED)                                                | 0                                                              | 0                                                              | 2                                                              | 2        |
| 17.                                                            | Belgium (BEL)                                                  | 0                                                              | 0                                                              | 1                                                              | 1        |
| 17.                                                            | Kanada (CAN)                                                   | 0                                                              | 0                                                              | 1                                                              | 1        |
| 17.                                                            | Törökország (TUR)                                              | 0                                                              | 0                                                              | 1                                                              | 1        |
|                                                                |                                                                |                                                                |                                                                |                                                                |          |
| Összesen                                                       | Összesen                                                       | 14                                                             | 14                                                             | 28                                                             | 56       |

## Férfi

### Éremtáblázat
| Az 1992. évi nyári olimpiai játékok éremtáblázata férfi cselgáncsban | Az 1992. évi nyári olimpiai játékok éremtáblázata férfi cselgáncsban | Az 1992. évi nyári olimpiai játékok éremtáblázata férfi cselgáncsban | Az 1992. évi nyári olimpiai játékok éremtáblázata férfi cselgáncsban | Az 1992. évi nyári olimpiai játékok éremtáblázata férfi cselgáncsban | Olimpia  |
| -------------------------------------------------------------------- | -------------------------------------------------------------------- | -------------------------------------------------------------------- | -------------------------------------------------------------------- | -------------------------------------------------------------------- | -------- |
|                                                                      | Ország                                                               | Arany                                                                | Ezüst                                                                | Bronz                                                                | Összesen |
| 1.                                                                   | Japán (JPN)                                                          | 2                                                                    | 1                                                                    | 2                                                                    | 5        |
| 2.                                                                   | Egyesített Csapat (EUN)                                              | 2                                                                    | 0                                                                    | 1                                                                    | 3        |
| 3.                                                                   | Magyarország (HUN)                                                   | 1                                                                    | 2                                                                    | 1                                                                    | 4        |
| 4.                                                                   | Brazília (BRA)                                                       | 1                                                                    | 0                                                                    | 0                                                                    | 1        |
| 4.                                                                   | Lengyelország (POL)                                                  | 1                                                                    | 0                                                                    | 0                                                                    | 1        |
|                                                                      |                                                                      |                                                                      |                                                                      |                                                                      |          |
| 6.                                                                   | Dél-Korea (KOR)                                                      | 0                                                                    | 1                                                                    | 2                                                                    | 3        |
| 6.                                                                   | Franciaország (FRA)                                                  | 0                                                                    | 1                                                                    | 2                                                                    | 3        |
| 8.                                                                   | Egyesült Államok (USA)                                               | 0                                                                    | 1                                                                    | 0                                                                    | 1        |
| 8.                                                                   | Nagy-Britannia (GBR)                                                 | 0                                                                    | 1                                                                    | 0                                                                    | 1        |
|                                                                      |                                                                      |                                                                      |                                                                      |                                                                      |          |
| 10.                                                                  | Németország (GER)                                                    | 0                                                                    | 0                                                                    | 2                                                                    | 2        |
| 11.                                                                  | Hollandia (NED)                                                      | 0                                                                    | 0                                                                    | 1                                                                    | 1        |
| 11.                                                                  | Izrael (ISR)                                                         | 0                                                                    | 0                                                                    | 1                                                                    | 1        |
| 11.                                                                  | Kanada (CAN)                                                         | 0                                                                    | 0                                                                    | 1                                                                    | 1        |
| 11.                                                                  | Kuba (CUB)                                                           | 0                                                                    | 0                                                                    | 1                                                                    | 1        |
|                                                                      |                                                                      |                                                                      |                                                                      |                                                                      |          |
| Összesen                                                             | Összesen                                                             | 7                                                                    | 7                                                                    | 14                                                                   | 28       |

### Érmesek
| Az 1992. évi nyári olimpiai játékok férfi érmesei cselgáncsban |                                              |                                        |                                                 |
| Versenyszám                                                    | Arany                                        | Ezüst                                  | Bronz                                           |
| 60 kg                                                          | Nazim Hüseynov · Egyesített Csapat (EUN)     | Jun Hjon (Yun Hyeon) · Dél-Korea (KOR) | Richard Trautmann · Németország (GER)           |
| 60 kg                                                          | Nazim Hüseynov · Egyesített Csapat (EUN)     | Jun Hjon (Yun Hyeon) · Dél-Korea (KOR) | Kosino Tadanori · Japán (JPN)                   |
| 65 kg                                                          | Rogério Cardoso · Brazília (BRA)             | Csák József · Magyarország (HUN)       | Israel Hernández · Kuba (CUB)                   |
| 65 kg                                                          | Rogério Cardoso · Brazília (BRA)             | Csák József · Magyarország (HUN)       | Udo Quellmalz · Németország (GER)               |
| 71 kg                                                          | Koga Tosihiko · Japán (JPN)                  | Hajtós Bertalan · Magyarország (HUN)   | Csong Hun (Jeong Hun) · Dél-Korea (KOR)         |
| 71 kg                                                          | Koga Tosihiko · Japán (JPN)                  | Hajtós Bertalan · Magyarország (HUN)   | Oren Smadja · Izrael (ISR)                      |
| 78 kg                                                          | Josida Hidehiko · Japán (JPN)                | Jason Morris · Egyesült Államok (USA)  | Kim Bjongdzsu (Kim Byeong-Ju) · Dél-Korea (KOR) |
| 78 kg                                                          | Josida Hidehiko · Japán (JPN)                | Jason Morris · Egyesült Államok (USA)  | Bertrand Damaisin · Franciaország (FRA)         |
| 86 kg                                                          | Waldemar Legień · Lengyelország (POL)        | Pascal Tayot · Franciaország (FRA)     | Nicolas Gill · Kanada (CAN)                     |
| 86 kg                                                          | Waldemar Legień · Lengyelország (POL)        | Pascal Tayot · Franciaország (FRA)     | Okada Hirotaka · Japán (JPN)                    |
| 95 kg                                                          | Kovács Antal · Magyarország (HUN)            | Raymond Stevens · Nagy-Britannia (GBR) | Theo Meijer · Hollandia (NED)                   |
| 95 kg                                                          | Kovács Antal · Magyarország (HUN)            | Raymond Stevens · Nagy-Britannia (GBR) | Dmitrij Szergejev · Egyesített Csapat (EUN)     |
| +95 kg                                                         | David Hahalejsvili · Egyesített Csapat (EUN) | Ogava Naoja · Japán (JPN)              | David Douillet · Franciaország (FRA)            |
| +95 kg                                                         | David Hahalejsvili · Egyesített Csapat (EUN) | Ogava Naoja · Japán (JPN)              | Csősz Imre · Magyarország (HUN)                 |

## Női

### Éremtáblázat
| Az 1992. évi nyári olimpiai játékok éremtáblázata női cselgáncsban | Az 1992. évi nyári olimpiai játékok éremtáblázata női cselgáncsban | Az 1992. évi nyári olimpiai játékok éremtáblázata női cselgáncsban | Az 1992. évi nyári olimpiai játékok éremtáblázata női cselgáncsban | Az 1992. évi nyári olimpiai játékok éremtáblázata női cselgáncsban | Olimpia  |
| ------------------------------------------------------------------ | ------------------------------------------------------------------ | ------------------------------------------------------------------ | ------------------------------------------------------------------ | ------------------------------------------------------------------ | -------- |
|                                                                    | Ország                                                             | Arany                                                              | Ezüst                                                              | Bronz                                                              | Összesen |
| 1.                                                                 | Franciaország (FRA)                                                | 2                                                                  | 0                                                                  | 2                                                                  | 4        |
| 2.                                                                 | Spanyolország (ESP)                                                | 2                                                                  | 0                                                                  | 0                                                                  | 2        |
| 3.                                                                 | Kuba (CUB)                                                         | 1                                                                  | 1                                                                  | 2                                                                  | 4        |
| 4.                                                                 | Kína (CHN)                                                         | 1                                                                  | 0                                                                  | 2                                                                  | 3        |
| 5.                                                                 | Dél-Korea (KOR)                                                    | 1                                                                  | 0                                                                  | 0                                                                  | 1        |
|                                                                    |                                                                    |                                                                    |                                                                    |                                                                    |          |
| 6.                                                                 | Japán (JPN)                                                        | 0                                                                  | 3                                                                  | 2                                                                  | 5        |
| 7.                                                                 | Nagy-Britannia (GBR)                                               | 0                                                                  | 1                                                                  | 2                                                                  | 3        |
| 8.                                                                 | Izrael (ISR)                                                       | 0                                                                  | 1                                                                  | 0                                                                  | 1        |
| 8.                                                                 | Olaszország (ITA)                                                  | 0                                                                  | 1                                                                  | 0                                                                  | 1        |
|                                                                    |                                                                    |                                                                    |                                                                    |                                                                    |          |
| 10.                                                                | Belgium (BEL)                                                      | 0                                                                  | 0                                                                  | 1                                                                  | 1        |
| 10.                                                                | Egyesített Csapat (EUN)                                            | 0                                                                  | 0                                                                  | 1                                                                  | 1        |
| 10.                                                                | Hollandia (NED)                                                    | 0                                                                  | 0                                                                  | 1                                                                  | 1        |
| 10.                                                                | Törökország (TUR)                                                  | 0                                                                  | 0                                                                  | 1                                                                  | 1        |
|                                                                    |                                                                    |                                                                    |                                                                    |                                                                    |          |
| Összesen                                                           | Összesen                                                           | 7                                                                  | 7                                                                  | 14                                                                 | 28       |

### Érmesek
| Az 1992. évi nyári olimpiai játékok női érmesei cselgáncsban |                                                 |                                           |                                          |
| Versenyszám                                                  | Arany                                           | Ezüst                                     | Bronz                                    |
| 48 kg                                                        | Cécile Nowak · Franciaország (FRA)              | Tamura Rjóko · Japán (JPN)                | Amarilis Savón · Kuba (CUB)              |
| 48 kg                                                        | Cécile Nowak · Franciaország (FRA)              | Tamura Rjóko · Japán (JPN)                | Hülya Şenyurt · Törökország (TUR)        |
| 52 kg                                                        | Almudena Muñoz · Spanyolország (ESP)            | Mizogucsi Noriko · Japán (JPN)            | Sharon Rendle · Nagy-Britannia (GBR)     |
| 52 kg                                                        | Almudena Muñoz · Spanyolország (ESP)            | Mizogucsi Noriko · Japán (JPN)            | Li Csung-jün (Li Zhongyun) · Kína (CHN)  |
| 56 kg                                                        | Miriam Blasco · Spanyolország (ESP)             | Nicola Fairbrother · Nagy-Britannia (GBR) | Tateno Csijori · Japán (JPN)             |
| 56 kg                                                        | Miriam Blasco · Spanyolország (ESP)             | Nicola Fairbrother · Nagy-Britannia (GBR) | Driulis González · Kuba (CUB)            |
| 61 kg                                                        | Cathérine Fleury · Franciaország (FRA)          | Yael Arad · Izrael (ISR)                  | Csang Ti (Zhang Di) · Kína (CHN)         |
| 61 kg                                                        | Cathérine Fleury · Franciaország (FRA)          | Yael Arad · Izrael (ISR)                  | Jelena Petrova · Egyesített Csapat (EUN) |
| 66 kg                                                        | Odalis Revé · Kuba (CUB)                        | Emanuela Pierantozzi · Olaszország (ITA)  | Kate Howey · Nagy-Britannia (GBR)        |
| 66 kg                                                        | Odalis Revé · Kuba (CUB)                        | Emanuela Pierantozzi · Olaszország (ITA)  | Heidi Rakels · Belgium (BEL)             |
| 72 kg                                                        | Kim Midzsong (Kim Mi-jeong) · Dél-Korea (KOR)   | Tanabe Jóko · Japán (JPN)                 | Laetitia Meignan · Franciaország (FRA)   |
| 72 kg                                                        | Kim Midzsong (Kim Mi-jeong) · Dél-Korea (KOR)   | Tanabe Jóko · Japán (JPN)                 | Irene de Kok · Hollandia (NED)           |
| +72 kg                                                       | Csuang Hsziao-jen (Zhuang Xiaoyan) · Kína (CHN) | Estela Rodríguez · Kuba (CUB)             | Szakaue Jóko · Japán (JPN)               |
| +72 kg                                                       | Csuang Hsziao-jen (Zhuang Xiaoyan) · Kína (CHN) | Estela Rodríguez · Kuba (CUB)             | Natalia Lupino · Franciaország (FRA)     |